# Mimenicodes cylindroides
Mimenicodes cylindroides är en skalbaggsart som beskrevs av Stefan von Breuning 1940. Mimenicodes cylindroides ingår i släktet Mimenicodes och familjen långhorningar. Inga underarter finns listade i Catalogue of Life.